# Wilderen

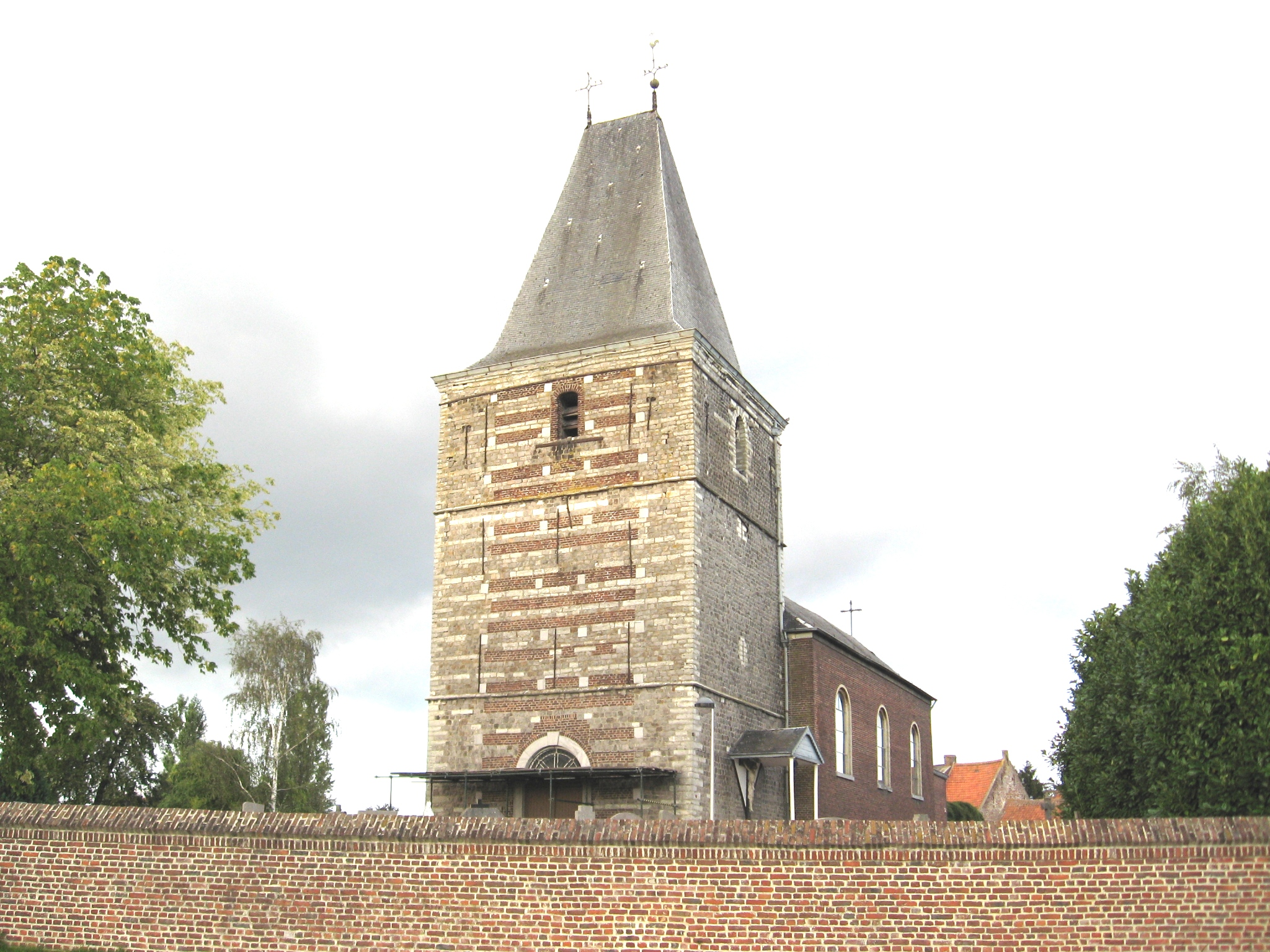
De Onze-Lieve-Vrouw Bezoekingskerk

Wilderen is een dorp in de Belgische provincie Limburg en een deelgemeente van Sint-Truiden, het was een zelfstandige gemeente tot aan de gemeentelijke herindeling van 1971.
Wilderen is een Haspengouws woondorp en ligt op 4 kilometer ten westen van Sint-Truiden. De N3, de steenweg van Luik naar Brussel passeert er ten zuiden van de dorpskern. Er is nog fruitteelt aanwezig.

## Geschiedenis
Wilderen werd voor het eerst vermeld in 1139 als Wilre, afgeleid van de Latijnse term voor boerderij. Wilderen vormde samen met Grazen een heerlijkheid onder het graafschap Duras. In het begin van de 13e eeuw werd het een leen van het graafschap Loon maar de helft van Wilderen werd door de graaf van Duras geschonken aan de Abdij van Sint-Truiden.
In Wilderen stond de moederkerk voor het graafschap waartoe ook Runkelen behoorde. Nog steeds vormt Wilderen samen met Duras een enkele parochie.
Bij de vorming van de gemeenten in 1795 werd Wilderen een zelfstandige gemeente. Aanvankelijk was het een klein landbouwdorp maar in de 20e eeuw evolueerde het langzaam naar een woondorp. Aanvankelijk breidde het dorp uit door lintbebouwing langs de steenweg. Vooral na de Tweede Wereldoorlog nam het inwoneraantal snel toe door de bouw van een grote woonwijk aan noordkant van de steenweg.
In 1971 werd de gemeente Wilderen opgeheven en bij Duras gevoegd maar in 1977 werd ook Duras opgeheven en werd Wilderen een deelgemeente van Sint-Truiden.

## Bezienswaardigheden
- De neoclassicistische Onze-Lieve-Vrouw-Bezoekingskerk uit 1858 met romaanse toren.
- Enkele Haspengouwse hoeven uit de 19e eeuw.
- De Brouwerij en stokerij Wilderen (anno 1743), gelegen op een site daterende uit de 17de eeuw, werd volledig gerestaureerd en in 2011 opnieuw opengesteld voor het grote publiek.

## Natuur en landschap
Wilderen ligt in Vochtig-Haspengouw. De hoogte bedraagt 40 à 50 meter en het buitengebied bestaat vooral uit boomgaarden ten behoeve van de fruitteelt.
Onmiddellijk ten zuiden van de dorpskern ligt een woonwijkje uit de jaren 20 van de 20e eeuw, omheen de Vrijheidslaan. De straatnamen refereren aan de Eerste Wereldoorlog. Het wijkje maakt, samen met de tuinwijk ten zuidwesten van Guvelingen, deel uit van Nieuw-Sint-Truiden.

## Trivia
- Vanaf 2006 werd in Wilderen een strobalenwoning gebouwd. Hiertoe werd een houten basisskelet geplaatst en de drie buitenmuren (halfopen bebouwing) werden opgevuld met strobalen: in verband geplaatst, verstevigd met wilgentakken en op elkaar gedrukt met horizontale balken die in het hoofdskelet werden gefixeerd. Aan de binnenzijde is het stro bezet met enkele lagen leem en de aan buitenzijde met hydraulische kalkmortel.

## Demografische ontwikkeling
Bronnen: NIS - Opm:1831 t/m 1970=volkstellingen

## Nabijgelegen kernen
Booienhoven, Halle, Halmaal, Sint-Truiden (Stayen), Duras
Deelgemeenten: Aalst · Brustem · Duras · Engelmanshoven · Gelinden · Gorsem · Groot-Gelmen · Halmaal · Kerkom-bij-Sint-Truiden · Ordingen · Runkelen · Sint-Truiden · Velm · Wilderen · Zepperen

Overige kernen: Bevingen · Kortenbos · Melveren · Metsteren · Senselberg

Belgische gemeenten · Arrondissement Hasselt · Limburg · Vlaanderen